# 13 Monocerotis
13 Monocerotis è una stella supergigante bianca di magnitudine 4,5 situata nella costellazione dell'Unicorno. Dista 1510 anni luce dal sistema solare.

## Osservazione

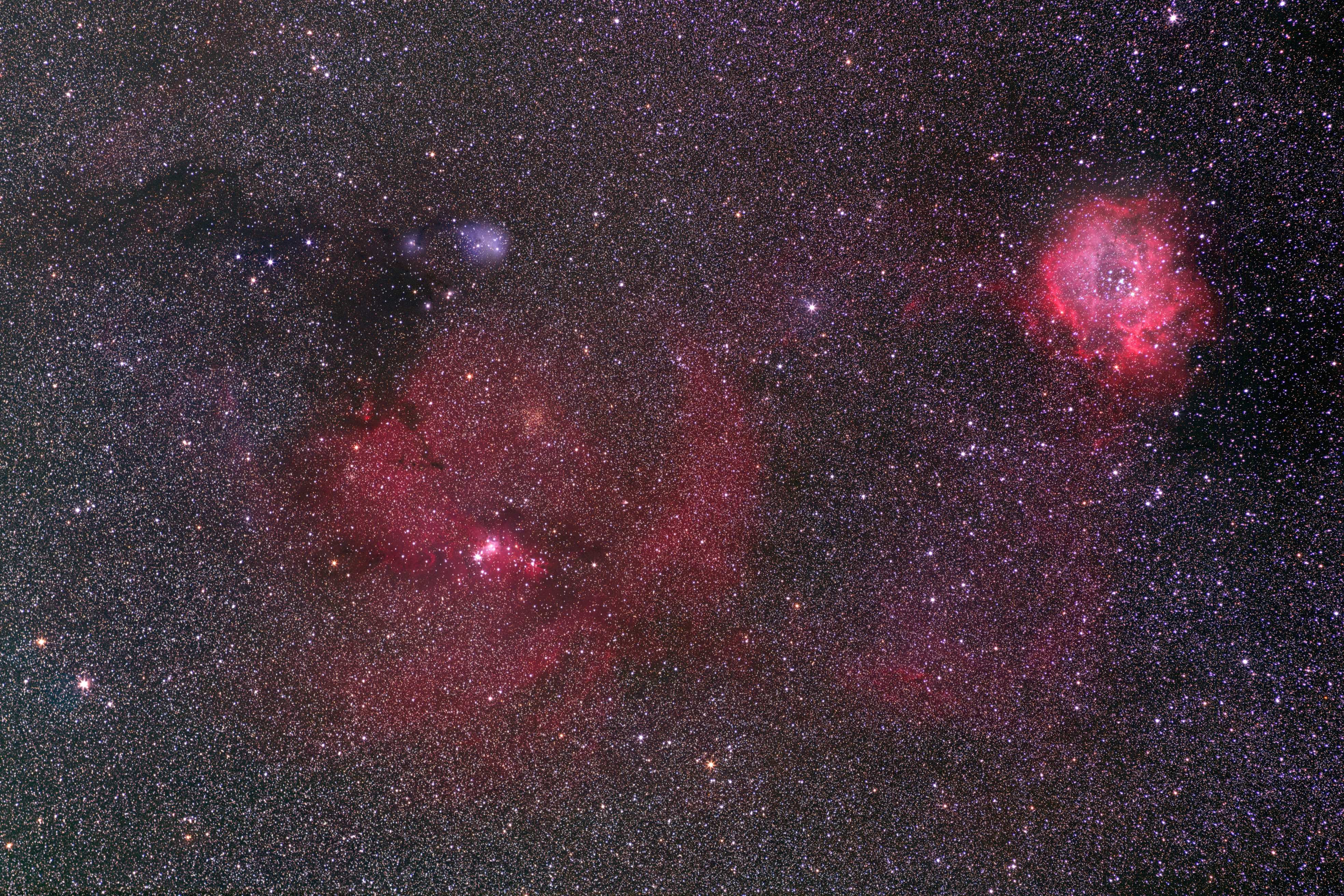
Nell'immagine, 13 Monocerotis è la stella più brillante tra il complesso nebuloso molecolare di Monoceros OB1 e la Nebulosa Rosetta.

Si tratta di una stella situata nell'emisfero celeste boreale, ma molto in prossimità dell'equatore celeste; ciò comporta che possa essere osservata da tutte le regioni abitate della Terra senza alcuna difficoltà e che sia invisibile soltanto nelle aree più interne del continente antartico. Nell'emisfero nord invece appare circumpolare solo molto oltre il circolo polare artico. La sua magnitudine pari a 4,5 fa sì che possa essere scorta solo con un cielo sufficientemente libero dagli effetti dell'inquinamento luminoso.
Il periodo migliore per la sua osservazione nel cielo serale ricade nei mesi compresi fra dicembre e maggio; da entrambi gli emisferi il periodo di visibilità rimane indicativamente lo stesso, grazie alla posizione della stella non lontana dall'equatore celeste.

## Caratteristiche fisiche
La stella è una supergigante bianca, nata come una stella di classe B1 pochi milioni di anni fa. Da "soli" 60.000 anni ha terminato la fusione dell'idrogeno all'interno del nucleo convertendosi in una gigante, con un raggio che nell'era attuale è quasi 40 volte quello solare. Con una massa 9 volte quella del Sole, è poco al di sopra del limite passato il quale una stella termina la sua esistenza esplodendo in supernova. Tuttavia con un vento solare che spira alla velocità di 325 km/s, sta perdendo una massa a un ritmo centinaia di migliaia di volte rispetto a quanta ne perde il Sole, quindi potrebbe anche essere che la sua esistenza termini divenendo una massiccia nana bianca.